# Soggetto-oggetto-verbo
In tipologia linguistica, si dice che una lingua è SOV quando le frasi seguono generalmente un ordine soggetto-oggetto-verbo.
Questo tipo di sintassi è la più comune tra le lingue naturali ed è utilizzata nel siciliano, giapponese, turco, coreano, ungherese, mancese, mongolo, ainu, nivkh, yukaghiro, itelmen, persiano, pashtu, curdo, burushaski, basco, latino, greco antico, birmano, tibetano, amarico, tigrino, abcaso, abazina, adighé, avaro, cabardo, sumero, accadico, elamico, ittita, navajo, hopi, aymara, quechua, pāli, nepalese, singalese, armeno, azero e in gran parte delle lingue indiane. Anche la lingua dei segni italiana, una lingua visivo-gestuale, presenta i segni (le parole) delle frasi affermative in ordine SOV mentre la lingua dei segni americana è SVO.
Il tedesco e l'olandese sono considerate lingue SVO nella tipologia convenzionale e SOV per quanto riguarda la grammatica generativa (vedi sintassi V2). Il francese, il portoghese, lo spagnolo e l'italiano sono SVO, ma usano la sintassi SOV quando un pronome è usato (direttamente o indirettamente) al posto dell'oggetto: ad esempio "Mario a mangé des oranges", "Mario comeu laranjas", "Mario comió naranjas" o "Mario ha mangiato delle arance" può diventare "Mario les a mangées", "Mario as comeu", "Mario las comió" o "Mario le ha mangiate". Questo genere di sintassi è usata raramente anche in inglese sotto licenza poetica, specialmente nelle opere di William Shakespeare.
Le lingue SOV hanno una forte tendenza ad usare posposizioni anziché preposizioni, a porre i verbi ausiliari dopo il verbo principale, a porre il complemento di specificazione (o il nome in genitivo) prima del nome del posseduto e a porre i subordinatori alla fine delle proposizioni subordinate. Quando il pronome relativo precede il nome a cui si riferisce ci si trova in genere di fronte a una lingua SOV, ma non vale il contrario: nelle lingue SOV è ugualmente comune che il pronome relativo si trovi prima o dopo il nome. Alcune hanno alcune particelle speciali per distinguere tra soggetto e oggetto, come i giapponesi ga e o. Si osserva inoltre come le lingue SOV abbiano la tendenza a preferire un ordine Tempo Modo Luogo (ad esempio "oggi vado con la macchina a Roma" invece di "oggi vado a Roma con la macchina"). In Eurasia le lingue SOV spesso pongono gli aggettivi prima dei nomi che specificano e questa è spesso citata come una tendenza universale delle lingue SOV; tuttavia, al di fuori dell'Eurasia le lingue SOV generalmente pongono l'aggettivo dopo il nome che specificano.